# AN-M30
AN-M30 – amerykańska bomba burząca wagomiaru 100 funtów. Prace nad tą bombą rozpoczęto w 1938 roku. Była stosowana podczas II wojny światowej przez lotnictwo US Navy i USAAC. Po wojnie znalazła się na uzbrojeniu USAF i US Navy, także lotnictwa krajów NATO. Wycofana z uzbrojenia w latach 60. XX wieku.
Bomba AN-M30 miała korpus pomalowany na oliwkowo, z żółtym pasem wokół nosa i ogona. Posiadała dwa zapalniki: głowicowy (AN-M103, M110 lub M118) i tylny (AN-M100A2 lub M112A1).